# Marga (Caraș-Severin)
Marga é uma comuna romena localizada no distrito de Caraș-Severin, na região de Banato. A comuna possui uma área de 54.43 km² e sua população era de 1254 habitantes segundo o censo de 2007.